# Eleni Mitzifrí
Eleni Mitzifrí –en griego, Ελένη Μιτζιφρί– es una deportista griega que compitió en lucha libre. Ganó una medalla de bronce en el Campeonato Mundial de Lucha de 1990, en la categoría de 75 kg.

## Palmarés internacional
| Campeonato Mundial | Campeonato Mundial | Campeonato Mundial | Campeonato Mundial |
| Año                | Lugar              | Medalla            | Categoría          |
| ------------------ | ------------------ | ------------------ | ------------------ |
| 1990               | Luleå (Suecia)     | Medalla de bronce  | 75 kg              |